# Zempin
Zempin est une commune de l'arrondissement de Poméranie-Occidentale-Greifswald, Land de Mecklembourg-Poméranie-Occidentale.

## Géographie
La commune est une petite station balnéaire située sur l'isthme de l'île d'Usedom entre la mer Baltique et l'Achterwasser, où passe la Bundesstraße 111.

## Histoire
Le village est mentionné pour la première fois en 1571. C'est un village de pêcheurs et de paysans.
Après les traités de Westphalie en 1648, il fait partie de la Poméranie suédoise. Puis après les traités de Stockholm en 1720, il revient à la Prusse.
En 1911, le train arrive à Zempin. En 1933, une jetée est construite mais s'écroule durant la Seconde Guerre mondiale.
Entre 1943 et 1945, on compte dans la forêt entre Zinnowitz et Zempin trois lanceurs pour d'autres essais de la bombe volante Fi FIESELER 103, dite V1. Les essais réguliers commencent le 14 octobre 1943 sous la direction du colonel Max Wachtel, les cibles sont la France et la Belgique. Après la fin de la Seconde Guerre mondiale, les bâtiments de la marine sont détruits, ceux techniques laissés à l'abandon et les rails recouverts par la forêt.

## Jumelage
- Klein Nordende (Allemagne)[1]

## Personnalités liées à la commune
- Rosa Kühn (née en 1924), peintre ;
- Hugo Scheele, (1881-1960), peintre et écrivain ;
- Kurt Heinz Sieger (1917–2002), peintre.